# Aiguille de Bertin
L'aiguille de Bertin est un sommet situé à 2 809 m d'altitude dans le massif de la Vanoise dans la commune française d'Orelle en Savoie, dans la région Auvergne-Rhône-Alpes.

## Toponymie
Une aiguille est le sommet pointu d'une montagne ainsi que le corps rocheux le plus élevé d'un sommet en termes d'altitude. Bertin était un prénom très répandu au début du XXe siècle, qui signifie « illustre » et « brillant ». C'est également un diminutif du patronyme « Bert », faisant référence, d'une part, au nom d'un homme politique de la Troisième République française, et, d'autre part, aux prénoms ou noms commençant ou se terminant avec ce terme (comme « Bertrand », « Albert », « Robert »).

## Géographie

### Situation

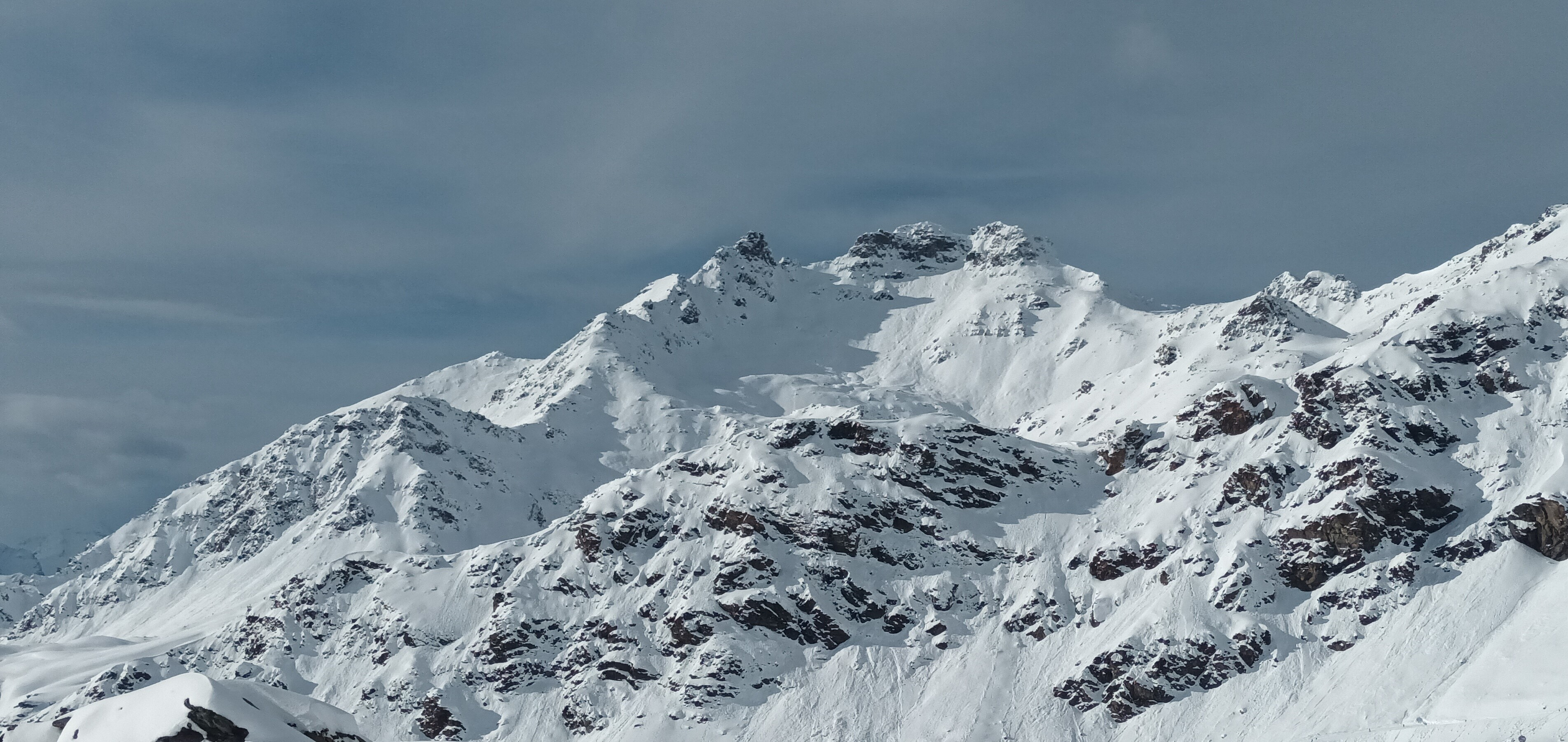
Vue de la face est du sommet devant le mont Bréquin.

L'aiguille de Bertin est située à 2 809 m d'altitude dans la commune d'Orelle en Savoie, au nord-ouest de la Grosse Tête, au sud-est du mont Bréquin, du lac de Grand-Combet et du lac de la Lavanche, et à l'ouest du lac de la Grande Goye,.

### Géologie
Ce sommet est constitué de conglomérats, de grès et de schistes, avec des zones charbonneuses (particulièrement sous forme d'anthracite), datant d'entre le Namurien et le Westphalien. Il est entouré d'éboulis et de dépôts morainiques.

## Accès
La télécabine d'Orelle dessert la combe de l'Arcelin, à partir de laquelle il suffit de se diriger vers l'ouest pour accéder à l'aiguille.